# Christiane Rohde
Regitze Christiane Rohde (født 26. september 1944 i København) er en dansk skuespillerinde.
Hun er uddannet fra Privatteatrenes Elevskole og Det ny Teater i 1966. Udover diverse roller på sidstnævnte teater har hun også været tilknyttet Det Danske Teater, Aarhus Teater, Gladsaxe Teater, Comediehuset, ABC Teatret og Folketeatret.
Blandt de teaterstykker hun har medvirket i kan nævnes Bal i den borgerlige, Købmanden i Venedig, De fire små piger, Stamherren, Den kyske levemand (også medvirket i film-versionen), Den spanske flue, Privatliv og Den grønne elevator.
På tv husker mange hende fra en lille birolle i Matador som stuepige med det faste udtryk "Av, min arm!".
Christiane Rohde er datter af tidligere chef på Det kongelige Teater Henning Rohde og har i mange år været gift med maleren Per Arnoldi. Hun er mor til dramatikeren Jokum Rohde.

## Filmografi

### Spillefilm
- Jeg er sgu min egen (1967)
- Det var en lørdag aften (1968)
- Præsten i Vejlby (1972)
- Den kyske levemand (1974)
- Olsen-bandens flugt over plankeværket (1981)
- Klinkevals (1999)
- Juliane (2000)

### Tv
- H.M.S. Pinafore (1970)
- Solens børn (1972)
- Don Juan (1973)
- Matador (Frk. Hollenberg, 1980-81)